# Robert John Tillyard
Robert John Tillyard, född 31 januari 1881 i Norwich, Norfolk, död 13 januari 1937, var en engelsk–australisk entomolog och geolog. Han kallas också Robin John Tillyard.
Efter studier vid universitetet i Cambridge reste Tillyard till Australien, där han var verksam vid Sydney Grammar School. 1913 fick han ett forskningsstipendium vid University of Sydney, och 1917 publicerade han The Biology of Dragonflies och 1916 The Insects of Australia and New Zealand, som i över femtio år förblev ett standardverk inom entomologin i Australien. Han skrev mycket om trollsländor, bäcksländor, nätvingar och andra insektsordningar, liksom om utdöda arter och insekternas fylogeni.
Han tilldelades Clarkemedaljen för sina insatser 1931.